# Romeo i Julia: Złączeni pocałunkiem
Romeo i Julia: Złączeni pocałunkiem (ang. Romeo & Juliet: Sealed with a Kiss, 2006) – amerykański film animowany będący ekranizacją sztuki Williama Shakespeare'a.

## Opis fabuły
Film opowiada o dwóch zakochanych foczkach – dzielnym Romeo i uroczej Julii. Skłócone od wieków rodziny nie pozwolą, aby para zakochanych była razem.

## Wersja polska
Opracowanie i nagranie wersji polskiej: GMC Studio

Bohaterom głosów użyczyli:
- Jarosław Budnik – Romeo
- Julita Kożuszek-Borsuk – Julia
- Andrzej Chudy – Mercutio
- Jacek Kałucki – Książę, lektor tyłówki
- Mikołaj Klimek – Benvolio
- Mirosław Wieprzewski – Friar Lawrence
- Iwona Rulewicz – Całuśka
- Krzysztof Zakrzewski – Capulet i inni